# Maleta

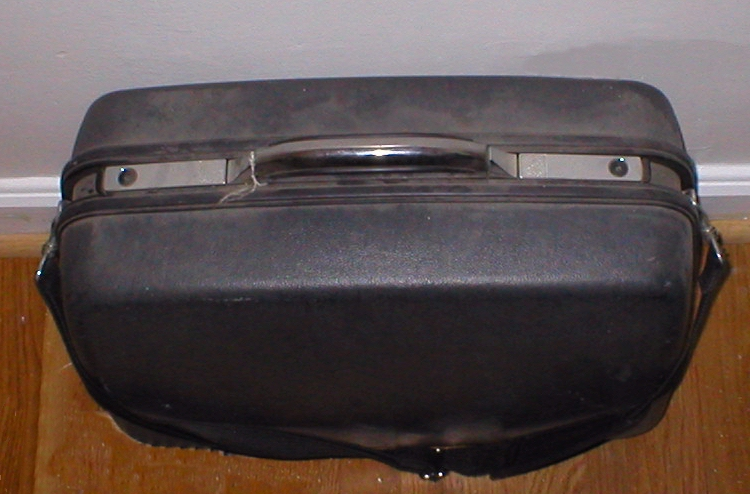
Maleta rígida.

Una maleta és un recipient amb nansa que serveix per transportar roba i altres estris en els viatges. Les maletes són l'acompanyant indispensable en els viatges i desplaçaments per portar tot el necessari dins d'aquestes: roba, sabates, cosmètics, necessers, llibres, documents, etc.

## Estructura i disseny
Originalment, les maletes estaven fetes de llana o de lli. El cuir també va esdevenir un material popular per les maletes. S'utilitza per cobrir les maletes de fusta o simplement pel seu propi compte per les maletes plegables. És difícil documentar tots els materials emprats per fabricar maletes. Per facilitar la ubicació dels objectes, les maletes tenen safates o compartiments interiors o exteriors. Les formes de tancament són variables poden destacar les següents: 
- Mitjançant cremallera, amb la possibilitat d'assegurar-la amb cadenat.
- Amb corretja i sivella.
- Amb pany.

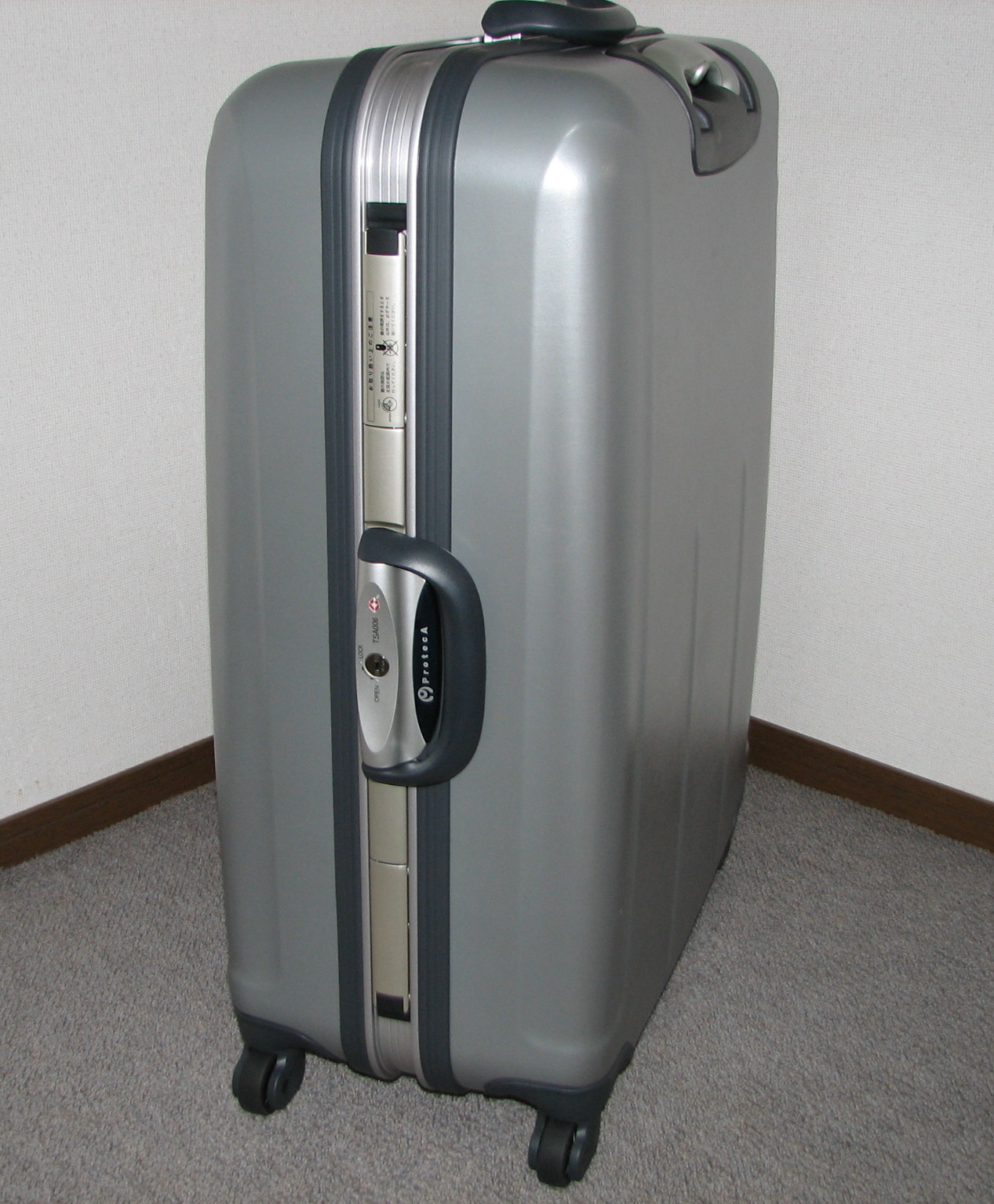
Maleta amb rodes

Les maletes es poden classificar de diferents formes: 
- Per la seva duresa: 
  - Dures: polipropilè o un altre material rígid, apropiades per a facturar en vols i per transportar objectes fràgils.
  - Toves: cuir o polièster. Són més flexibles i resulten adequades per introduir roba delicada.

- Per la seva ergonomia: 
  - Amb rodes
  - Amb rodes i nansa extraïble tipus trolley, molt apropiada per a desplaçar-se per aeroports, estacions de tren, etc.
  - Sense rodes, pràcticament en desús

- Per la seva grandària, es poden diferenciar: 
  - Petita: amb nansa, tipus bossa de mà, per a dur cosmètics, genèricament anomenada necesser
  - Mitjana: per contenir allò necessari per a un o dos dies de viatge. També es denomina de cabina, ja que per la seva grandària, es pot introduir a la cabina dels avions.
  - Gran: per a desplaçaments llargs.

## Consells per fer la maleta
Perquè la roba arribi en bon estat a la seva destinació és aconsellable seguir alguns consells a l'hora de fer la maleta: 
- Cal posar al fons la roba menys delicada i que es pugui doblegar.
- Posar al damunt de tot les peces fines.
- Introduir les sabates en bosses de roba per no embrutar la resta dels objectes. Situar-les al lateral de la maleta de manera que quedin al fons al posar-la en vertical.
- Omplir els buits amb objectes petits o durs com llibres, mitjons, necesser, etc.

## Nota
1. ↑  Kiplinger's Personal Finance: Types of suitcases. 1 desembre 1967, 1967 [Consulta: 29 juny 2011]. (anglès)